# Britische Geheimdienst-Behörden
Die Regierung des Vereinigten Königreichs unterhält Geheimdienste in mehreren Ministerien. Die Behörden sind für das Sammeln und Analysieren von Auslands- und Inlandsinformationen, die Bereitstellung militärischer Informationen, die Durchführung von Spionage und Spionageabwehr verantwortlich. Ihre nachrichtendienstlichen Bewertungen tragen zur Führung der Außenbeziehungen des Vereinigten Königreichs, zur Aufrechterhaltung der nationalen Sicherheit des Vereinigten Königreichs, zur militärischen Planung und zur Strafverfolgung im Vereinigten Königreich bei. Die wichtigsten Organisationen sind der Secret Intelligence Service (SIS oder MI6), der Security Service (MI5), das Government Communications Headquarters (GCHQ) und der Defense Intelligence (DI).
Die Geschichte der Behörden reicht bis ins 19. Jahrhundert zurück. Die Entschlüsselung des Zimmermann-Telegramms im Jahr 1917 wurde als der bedeutendste geheimdienstliche Triumph für Großbritannien während des Ersten Weltkriegs beschrieben und als eine der frühesten Gelegenheiten, bei denen ein Teil der Signalaufklärung das Weltgeschehen beeinflusste. Während des Zweiten Weltkriegs und danach betrachteten viele Beobachter Ultra als immens wertvoll für die Alliierten des Zweiten Weltkriegs. 1962, während der Kuba-Krise, wurden GCHQ-Abhörungen sowjetischer Schiffspositionen direkt an das Weiße Haus gesendet. Die nachrichtendienstliche Zusammenarbeit in der Nachkriegszeit zwischen dem Vereinigten Königreich und den Vereinigten Staaten wurde zum Eckpfeiler der westlichen Geheimdienstbeschaffung und der „besonderen Beziehung“ zwischen dem Vereinigten Königreich und den USA.

## Nationaler Sicherheitsgemeinschaft

### Ausschüsse
- National Security Council
- Joint Intelligence Committee
- Intelligence and Security Committee of Parliament

### Unterstützende Organisationen
Das National Security Secretariat und die Joint Intelligence Organization sind Teil des Cabinet Office. Sie unterstützen jeweils den National Security Council und das Joint Intelligence Committee.

### Behörden
|                                 | zugehöriges Ministerium | Behörde                                                             | Beschreibung                                                                                    | Mitarbeiter |
| Geheim- und Sicherheitsbehörden | Foreign Office          | Secret Intelligence Service (SIS/MI6)                               | Sammeln von Informationen über das Ausland                                                      | 2594        |
| Geheim- und Sicherheitsbehörden | Foreign Office          | Government Communications Headquarters (GCHQ)                       | Sammeln und Auswerten von Kommunikationsdaten                                                   | 5806        |
| Geheim- und Sicherheitsbehörden | Home Office             | Security Service (MI5)                                              | Sammeln und Auswerten von Informationen zur Terrorismus- und Spionageabwehr                     | 4053        |
| Militärnachrichtendienst        | Ministry of Defence     | Defence Intelligence (DI)                                           | Sammeln und Auswerten militärischer Informationen                                               | 3655        |
| Inlandsnachrichtendienst        | Home Office             | National Crime Agency (NCA)                                         | Sammeln und Auswerten von Informationen über die organisierte Kriminalität                      | 4516        |
| Inlandsnachrichtendienst        | Home Office             | Office for Security and Counter-Terrorism (OSCT)                    | Bekämpfung des Terrorismus und Schutz kritischer nationaler Infrastrukturen                     | 0551        |
| Inlandsnachrichtendienst        | Home Office             | Gangmasters and Labour Abuse Authority (GLAA)                       | Moderne Sklaverei, Menschenhandel und organisiertes Verbrechen                                  | 0120        |
| Inlandsnachrichtendienst        | Home Office             | National Fraud Intelligence Bureau (NFIB)                           | Sammeln und Auswerten von Informationen über Wirtschaftskriminalität                            | 090         |
| Inlandsnachrichtendienst        | Home Office             | National Ballistics Intelligence Service (NBIS)                     | Untersuchung illegaler Schusswaffen                                                             | 040         |
| Inlandsnachrichtendienst        | Home Office             | National Domestic Extremism and Disorder Intelligence Unit (NDEDIU) | Sammeln und Auswerten von Informationen zur Bekämpfung von Extremismus und öffentlichen Unruhen |             |

## Geschichte
Die organisierte Sammlung und Planung von Informationen für die Regierung des Vereinigten Königreichs und des britischen Empire wurde im 19. Jahrhundert eingeführt. Das War Office, verantwortlich für die Verwaltung der britischen Armee, gründete 1873 die Intelligence Branch, die zum Directorate of Military Intelligence wurde. Die Admiralität, verantwortlich für das Kommando der Royal Navy, gründete 1882 das Foreign Intelligence Committee, das sich 1887 zum Naval Intelligence Department (NID) entwickelte. Das 1902 gegründete Committee of Imperial Defence war unter anderem für die Forschung und teilweise auch für die Koordinierung militärstrategischer Fragen zuständig.
Das Secret Service Bureau wurde 1909 als gemeinsame Initiative der Admiralität und des Kriegsministeriums gegründet, um Geheimdienstoperationen im Vereinigten Königreich und in Übersee zu kontrollieren und sich insbesondere auf die Aktivitäten der Regierung des Deutschen Kaiserreichs zu konzentrieren. Das Büro wurde in Marine- und Armeeabteilungen aufgeteilt, die sich im Laufe der Zeit auf Auslandsspionage bzw. interne Gegenspionageaktivitäten spezialisierten. Diese Spezialisierung, die vor 1914 formalisiert wurde, war ein Ergebnis der Geheimdienstanforderungen der Admiralität im Zusammenhang mit der maritimen Stärke der kaiserlichen deutschen Marine. 1916, während des Ersten Weltkriegs, wurden die beiden Abteilungen administrativen Änderungen unterzogen, so dass die interne Spionageabwehrabteilung die Direktion des Militärgeheimdienstes, Abteilung 5 (MI5), und die Auslandsabteilung die Direktion des Militärgeheimdienstes, Abteilung 6 (MI6), Namen wurde unter denen der Sicherheitsdienst und der Geheimdienst heute allgemein bekannt sind.
Die Naval Intelligence Division leitete die äußerst erfolgreichen kryptografischen Bemühungen der Royal Navy, Room 40 (später bekannt als NID25). Die Entschlüsselung des Zimmermann-Telegramms wurde als der bedeutendste geheimdienstliche Triumph für Großbritannien während des Ersten Weltkriegs beschrieben und als eine der frühesten Gelegenheiten, bei denen ein Teil der Signalaufklärung das Weltgeschehen beeinflusste.
Das Imperial War Cabinet war die Koordinierungsstelle des britischen Empire während des Krieges. 1919 empfahl das Secret Service Committee des Kabinetts die Schaffung einer Codebreaking-Agentur für Friedenszeiten. Mitarbeiter von NID25 und MI1b wurden in der neuen Organisation zusammengeführt, die den Decknamen „Government Code and Cypher School“ (GC&CS) erhielt.
Das Joint Intelligence Committee wurde 1936 als Unterkomitee des Committee of Imperial Defence gegründet. Während des Zweiten Weltkriegs wurde es zum obersten Geheimdienstbewertungsgremium der Regierung des Vereinigten Königreichs.
Nach dem Ausbruch des Zweiten Weltkriegs im Jahr 1939 wurde die Geheimdienstabteilung der RAF eingerichtet, obwohl seit ihrer Gründung im Jahr 1918 Mitarbeiter in Geheimdienstaufgaben in der Royale Air Force beschäftigt waren.
Die Special Operations Executive (SOE) war eine Organisation des Zweiten Weltkriegs, die von 1940 bis Anfang 1946 im Einsatz war. SOE führte Spionage, Sabotage und Aufklärung im besetzten Europa und später im besetzten Südostasien gegen die Achsenmächte durch und unterstützte lokale Widerstandsbewegungen.
Während des Zweiten Weltkriegs befand sich die Government Code and Cypher School größtenteils in Bletchley Park und arbeitete vor allem an der deutschen Enigma-Maschine (Codename Ultra) und Lorenz-Chiffren, aber auch an einer großen Anzahl anderer Systeme. Winston Churchill soll König George VI. gesagt haben, als er ihm Stewart Menzies (Leiter des Secret Intelligence Service und derjenige, der die Verteilung von Ultra-Entschlüsselungen an die Regierung kontrollierte) vorstellte: „Es ist der Geheimwaffe von General Menzies zu verdanken, an allen Fronten eingesetzt, dass wir den Krieg gewonnen haben!“ F. W. Winterbotham zitierte am Ende des Krieges den Obersten Befehlshaber der Westalliierten, Dwight D. Eisenhower, und beschrieb Ultra als „entscheidend“ für den Sieg der Alliierten. Sir Harry Hinsley, Veteran von Bletchley Park und offizieller Historiker des britischen Geheimdienstes im Zweiten Weltkrieg, äußerte sich ähnlich zu Ultra und sagte, dass es den Krieg „um nicht weniger als zwei Jahre und wahrscheinlich um vier Jahre“ verkürzt habe; und dass es ohne Ultra ungewiss ist, wie der Krieg geendet hätte.
GC&CS wurde 1946 in „Government Communications Headquarters“ (GCHQ) umbenannt. Die nachrichtendienstliche Zusammenarbeit zwischen dem Vereinigten Königreich und den Vereinigten Staaten wurde in Kriegszeiten in der Nachkriegszeit fortgesetzt. Die beiden Länder unterzeichneten 1948 das bilaterale UKUSA-Vereinbarung. Es wurde später um Kanada, Australien und Neuseeland, bekannt als die Five Eyes, sowie um die Zusammenarbeit mit mehreren „Drittparteien“-Nationen erweitert. Dies wurde zum Eckpfeiler der westlichen Geheimdienstbeschaffung und der „Special Relationship“ zwischen Großbritannien und den USA. Seit dem Zweiten Weltkrieg nimmt der Leiter der Londoner Residentur der CIA an den wöchentlichen Sitzungen des Joint Intelligence Committee teil. Ein ehemaliger US-Geheimdienstoffizier hat dies als „Höhepunkt des Jobs“ für den Londoner CIA-Chef bezeichnet. Residente Geheimdienstchefs aus Australien, Kanada und Neuseeland können teilnehmen, wenn bestimmte Themen diskutiert werden.
1946 wurde das Joint Intelligence Bureau (JIB) gegründet. Das JIB war in eine Reihe von Abteilungen gegliedert: Beschaffung (JIB 1), Geografie (JIB 2 und JIB 3), Verteidigung, Häfen und Strände (JIB 4), Flugplätze (JIB 5), Schlüsselpunkte (JIB 6), Öl (JIB 7) und Telekommunikation (JIB 8).
Das Joint Intelligence Committee zog 1957 mit seinen Mitarbeitern, die Geheimdienstbewertungen zur Prüfung durch das Komitee vorbereiteten, in das Cabinet Office.
Während der Kubakrise hat das GCHQ Scarborough den Funkverkehr von sowjetischen Schiffen abgehört, die ihre Positionen meldeten, und diese verwendet, um festzustellen, wohin sie unterwegs waren. Eine Kopie des Berichts wurde direkt an das Lagezentrum des Weißen Hauses geschickt und lieferte erste Hinweise auf sowjetische Absichten in Bezug auf die US-Seeblockade Kubas.
Als das Ministry of Defence 1964 gegründet wurde, wurden das Joint Intelligence Bureau, der Naval Intelligence, Military Intelligence und Air Intelligence zu Defense Intelligence Staff (DIS) zusammengefasst. Die DIS konzentrierte sich zunächst auf Fragen des Kalten Krieges.
1973 erfand Clifford Cocks während seiner Arbeit am GCHQ einen Public-Key-Kryptografiealgorithmus, der dem entsprach, was (1978) der RSA-Algorithmus werden sollte.
Der Security Service Act 1989 schuf erstmals unter der von Margaret Thatcher geführten Regierung die rechtliche Grundlage des Security Service (MI5). GCHQ und der Secret Intelligence Service (MI6) wurden durch den Intelligence Services Act 1994 unter der Regierung von John Major auf eine gesetzliche Grundlage gestellt.
2009 änderte der Defense Intelligence Staff seinen Namen in Defense Intelligence (DI). Die Joint Intelligence Organization wurde formalisiert, um dem 2010 gegründeten Joint Intelligence Committee und dem National Security Council nachrichtendienstliche Bewertungen und Ratschläge zur Entwicklung der analytischen Fähigkeiten der britischen Geheimdienste bereitzustellen.
Die National Crime Agency, gegründet im Jahr 2013, sammelt und analysiert Informationen über schwere und organisierte Kriminalität. Ihr gingen die Serious Organized Crime Agency (2006–2013), der National Criminal Intelligence Service (1992–2006) und die National Drugs Intelligence Unit (1970–1992) voraus.
Unter der Aufsicht des Home Office wurden fünf weitere Organisationen gegründet, die inländische Geheimdienste in bestimmten Bereichen sammeln und analysieren: die National Domestic Extremism and Disorder Intelligence Unit, die auf das Jahr 2004 zurückgeht und seit 2011 beim Metropolitan Police Service angesiedelt ist; die Gangmasters and Labor Abuse Authority, die 2005 gegründet wurde; das 2007 geschaffene Amt für Sicherheit und Terrorismusbekämpfung, das in enger Zusammenarbeit mit der Polizei und den Sicherheitsdiensten für die Leitung der Arbeit zur Terrorismusbekämpfung zuständig ist; der National Ballistics Intelligence Service, der 2008 gegründet wurde; und das National Fraud Intelligence Bureau, das 2010 von der City of London Police gegründet wurde.

## Haushaltsmittel

### Single Intelligence Account
Das Single Intelligence Account (SIA) ist das Finanzierungsinstrument für die drei wichtigsten Sicherheits- und Geheimdienste: den Secret Intelligence Service (SIS/MI6), Government Communications Headquarters (GCHQ) und den Security Service (MI5). Die Ausgaben für die SIA beliefen sich im Geschäftsjahr 2017/18 auf 3,2 Mrd. £.

### Andere Behörden
Defense Intelligence hat eine einzigartige Position innerhalb der britischen Geheimdienstgemeinschaft als All-Source-Geheimdienstfunktion. Es ist Teil des Ministry of Defence (MoD) und wird aus dem Verteidigungshaushalt des Vereinigten Königreichs finanziert.
Die anderen in den vorstehenden Abschnitten beschriebenen Inlandsgeheimdienste werden vom Innenministerium finanziert.